# Angelika Steger
Angelika Steger (nacida en 1962) es una matemática e informática cuyos intereses de investigación incluyen teoría de grafos, algoritmos aleatorios y algoritmos de aproximación. Es profesora de la Escuela Politécnica Federal de Zúrich.

## Educación y carrera
Steger estudió en la Universidad de Friburgo y la Universidad de Heidelberg, y en 1985 obtuvo una maestría de la Universidad de Stony Brook.  Completó un doctorado de la Universidad de Bonn en 1990, bajo la supervisión de Hans Jürgen Prömel, con una disertación sobre estructuras combinatorias aleatorias, y obtuvo su habilitación de Bonn en 1994. Después de trabajar como profesora adjunta en la Universidad de Kiel, accedió a un cargo de profesora en la Universidad de Duisburg en 1995, pasó a la Universidad Técnica de Múnich en 1996 y volvió a la Escuela Politécnica Federal de Zúrich en 2003.